# سد جین پینگ
سد جین پینگ (به لاتین: Jinping-I Dam) یک سد قوسی و نیروگاه برقابی در چین است که در Yanyuan County and Muli Tibetan Autonomous County, Liangshan Yi Autonomous Prefecture واقع شده‌است.